# لورين هاو (لاعبة غولف)
لورين هاو (بالإنجليزية: Lauren Howe)‏ هي لاعبة غولف أمريكية، ولدت في 30 أبريل 1959 في بروفو في الولايات المتحدة.

## وصلات خارجية
- لورين هاو على موقع رابطة لاعبات الغولف المحترفات (الإنجليزية)